# TV3
TV3 — великий комерційний телевізійний канал міжнародної телевізійної мережі «Viasat Broadcasting Group», що належить шведській медіакомпанії «Modern Times Group» (MTG). Транслюється сімома однойменними каналами в Швеції, Данії, Норвегії, Литві, Естонії, Латвії і в Угорщині. Кожен із каналів транслюється мовами цих країн і містить частину локалізованих розважальних і інформаційних передач. У кожній із країн своя власна передісторія каналу.

## Історія

### Латвія
У Латвії канал TV3 почав діяти в 1998 році.

### Литва
З 11 квітня 1993 року в Литві транслювали передачі приватної телевізійної компанії «Tele-3». Її заснувала американка литовського походження Люція Башкаускайте (Liucija Baškauskaitė), вона ж була першим директором. У 1996 році компанії загрожувало банкрутство, але її акції придбала шведська компанія «Modern Times Group». Канал був перейменований в «TV3».

### Естонія
В Естонії MTG відкрила канал TV3 в 1995 році.

## 3+
Також в Естонії і Латвії йде мовлення спорідненого каналу TV3+ (3+). Канал почав своє мовлення 1 грудня 2003 року російською мовою.